# Remissie (geneeskunde)
Remissie (Latijn: remissio: terugzenden, verslappen) is het verminderen van ziekteverschijnselen. Er is sprake van remissie als de ziekte niet meer actief lijkt: er komen geen nieuwe plekken meer bij; soms is nog wel de schade zichtbaar die door de ziekte is aangericht. De term wordt vooral gebruikt voor typen kanker en inflammatoire ziekten.
Bij klinische remissie vertoont iemand bij lichamelijk onderzoek geen klachten. Als ook aanvullend onderzoek (röntgenfoto, laboratoriumonderzoek) geen ziekteactiviteit aantoont, is er complete remissie. Bij spontane remissie is de ziekteactiviteit verdwenen zonder behandeling, of zonder werkzame behandeling. De werkzaamheid van placebo's berust erop dat veel ziektes zonder behandeling verbetering vertonen.

Het tegenovergestelde van remissie is exacerbatie, namelijk een verergering van de ziekteverschijnselen. Een recidief is terugkeer van de ziekte na een (schijnbare) remissie.